# Costaceae
Costaceae es una familia de plantas del orden Zingiberales. Consta de siete géneros con cerca de 100 especies y todas se encuentran en zonas tropicales de Asia, África y América. Pueden ser reconocidas sin necesidad de la flor o el fruto: posee hojas con lígula con vaina cerrada arregladas en una única espiral a lo largo del tallo. Sus inflorescencias son densas, con forma de espiga y capitadas, y poseen grandes brácteas, y sus flores son monosimétricas y poseen un gran labelo y un único estambre, con el estilo haciendo un recorrido entre las dos mitades de la gran antera. La familia fue reconocida por sistemas de clasificación modernos como el sistema de clasificación APG III (2009) y el APWeb (2001 en adelante).

## Descripción

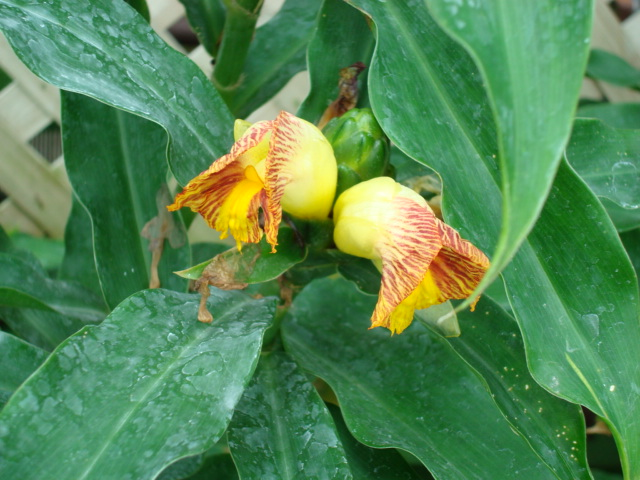
Inflorescencia de Costus pictus.

Esta familia es única entre los miembros de Zingiberales, ya que sus especies tienen cinco estaminodios fundidos y no contiene  aceites aromáticos. La forma estéril del estambre funciona para atraer polinizadores. Las flores son solitarias o reunidas en inflorescencias. Las hojas son simples. La fruta es una baya o una cápsula. El rizoma es carnoso con raíz tuberosa.
Hábito: son plantas caulescentes (a veces acaulescentes). Usualmente presentan un rizoma, glabras o a menudo con pelos multicelulares, uniseriados (a veces unicelulares), producen oxalato de calcio mas no rafidios, no aromáticas.
Tallo: Presentan tallos aéreos simples o a veces ramificados en disposición helicoidal. Vasos con placas escalariformes, confinados a las raíces o a veces en algunos tallos.
Hojas: simples, dispuestas helicoidalmente, con una lígula ventral, una vaina corta (pero luego expandida) y un muy corto, pero definido pecíolo. Lámina con una prominente vena media y numerosas venas laterales de disposición paralelo-pinnada, o a veces (en Monocostus) con venación más o menos paralela.
Flores: Inflorecescencias terminales, con brácteas, reunidas en una densa cabezuela o espiga o a veces flores solitarias que nacen de la axila de las hojas superiores (Monocostus). Flores perfectas (polinizadas por insectos o murciélagos), epígenas, irregulares pero bilateralmente simétricas (zigomórficas), fundamentalmente trímeras pero con un adroecio modificado, un solo estambre funcional (polinífero); 3 sépalos, verdes no petaloideos; 3 pétalos, desiguales, connados formando un tubo lobado.
Androceo: ancestralmente de 6 estambres, en 2 ciclos de 3, pero solo el estambre medial (adaxial) del ciclo interno es funcional. Los otros 2 estambres del ciclo interno más los 3 del ciclo externo, se fusionan para formar un gran y petaloideo labelo, el cual puede ser trilobado o pentalobado. El estambre fértil expandido y petaloideo, porta 2 sacos polínicos sobre su superficie interna. Sacos polínicos biesporangiados.
Polen: 2-colpado o pantoporado (5-16 poros).
Gineceo: compuesto de 3 carpelos fusionados formando uno solo; ovario ínfero, trilocular con placentación axilar, a veces uno de los carpelos está atrofiado, quedando un ovario bilocular; Estilo terminal, delgado, elongado; estigma húmedo. Óvulos anátropos. Desarrollo de endosperma helobial.
Fruto: cápsula.

## Diversidad
La diversidad taxonómica de Zingiberales está presentada en la flora global hasta géneros editada por Kubitzki (1998). En cada región hay floras locales, en las regiones hispanoparlantes esperablemente en español, que si se encuentran en la región, describen los Zingiberales y los géneros y especies de Costaceae presentes en la región que la flora abarca, que pueden ser consultadas en instituciones dedicadas a la botánica con bibliotecas accesibles al público como los jardines botánicos. Las floras pueden ser antiguas y no encontrarse en ellas las últimas especies descriptas en la región, por lo que una consulta a la última literatura taxonómica primaria (las últimas monografías taxonómicas, revisiones taxonómicas y los últimos inventarios 
de las especies en la región) o con un especialista local que esté al tanto de ellas puede ser necesaria. Los últimos volúmenes de las floras más modernas usualmente siguen una clasificación basada en el APG -pueden tener algunas diferencias-, pero muchas familias como pueden encontrarse en floras y volúmenes más antiguos sufrieron cambios importantes en los grupos que las componen o incluso en su concepto taxonómico por lo que una comparación con la circunscripción como aquí dada puede ser necesaria para sincronizarlas.
A continuación se repasará brevemente la diversidad de Costaceae. Su función es tener una imagen de cada familia al leer las secciones de Ecología, Filogenia y Evolución.

## Ecología
De distribución pantropical, especialmente representadas en América y Papuasia-Australia.
Specht (2005) ahonda sobre la evolución de la biología floral y la polinización en Costaceae (véase también Kay et al. 2005, Kay y Schemske 2003). La polinización por colibríes parece haber sido particularmente importante en lo que respecta a facilitar la diversificación de Costus neotropicales, pero las abejas euglossinas también son polinizadores Specht (2005).
En muchos casos hay nectarios extraflorales en las brácteas de las inflorescencias que son visitadas por hormigas (Specht (2005). Las especies con semillas dispersadas por hormigas son comunes en este clado (Lengyel et al. 2010).

## Taxonomía
La familia fue reconocida por el APG III (2009), el Linear APG III (2009) le asignó el número de familia 88. La familia ya había sido reconocida por el APG II (2003).
4 géneros a enero del 2011 (sensu Royal Botanic Gardens, Kew citado en el APWeb):
- Cadalvena Fenzl =  Costus L.
- Costus L.
- Dimerocostus Kuntze
- Monocostus K.Schum.
- Tapeinochilos Miq.

## Evolución
La divergencia dentro del grupo corona Costaceae puede ser datada de unos 47 millones de años (Janssen y Bremer 2004
) o 73-58 millones de años (Specht 2005, 2006a). Specht (2006) discute en detalle la diversificación y la biogeografía de la familia.